# ネチュン寺

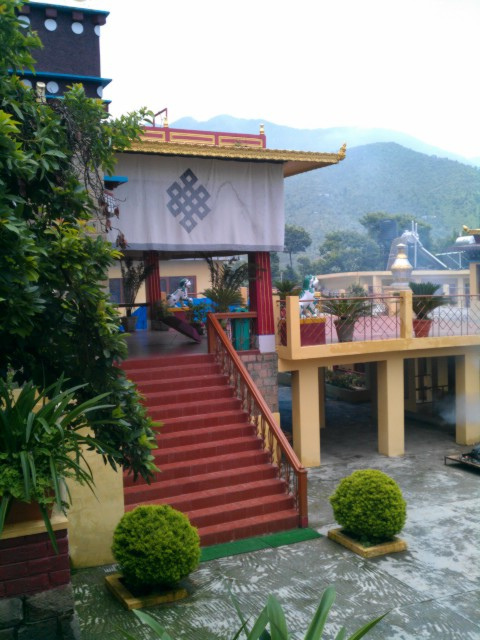
ダラムシャーラーにあるネチュン寺

ネチュン寺（ネチュンじ、簡体字: 乃琼寺、英: Nechung）は中華人民共和国チベット自治区ラサ市にある仏教寺院。歴代ダライ・ラマの神託官（ネチュン・ クテン）の寺。

## 概要
1959年のチベット蜂起の際に神託官はチベットを脱出、ダラムシャーラーで伽藍を再建し、活動を続けている。